# Nodaria niphona
Nodaria niphona är en fjärilsart som beskrevs av Butler 1878. Nodaria niphona ingår i släktet Nodaria och familjen nattflyn. Inga underarter finns listade i Catalogue of Life.